# Otto Autenrieth
Otto Autenrieth (* 6. September 1868 in Hornberg; † 15. Oktober 1942 in Heidelberg) war ein deutscher Musikpädagoge, Volksliedsammler und politischer Schriftsteller.

## Leben
Otto Autenrieth war der Sohn des Lehrers Konrad Autenrieth (1828–1887). Nach dem Studium der Musikpädagogik war er an verschiedenen Schulen in Baden tätig, bis er schließlich 1905 den Posten eines Seminarmusiklehrers in Heidelberg erhielt. Um 1918 wurde er zum Seminarobermusiklehrer befördert und ist 1919 an der Höheren Mädchenschule mit Mädchen-Realgymnasium und Seminar-Kursen in Heidelberg nachweisbar, dem heutigen Hölderlin-Gymnasium. Um 1930 erhielt er zusätzlich die Titel Studienrat sowie Kirchenmusikdirektor.
In den 1920er Jahren war er Wertungsrichter beim Chorverband Elsenzgau.
Von weitreichender Bedeutung war sein Badisches Liederbuch, ein Volksliedsammlung für den Gebrauch in Schulen, die für mehrere Volkslieder die früheste Quelle darstellt. Die dreibändige Ausgabe erreichte eine hohe Auflage. Sie enthält auch ein religiöses Lied seines Vaters Konrad Autenrieth.
Daneben veröffentlichte Autenrieth mehrere politische Schriften, die stark nationalistisch geprägt sind.

## Schriften
- Skizzen, Architektonische und Decorative Studien und Entwürfe, Leipzig: Baumgärtner 1892
- Skizzen, eine Neue Folge Architektonischer und Decorativer Studien und Entwürfe, Berlin: Georg Siemens 1892
- Badisches Liederbuch für die Schule und Familie. Sammlung von ein-, zwei- und dreistimmigen Liedern mit kurzer Gesangslehre und methodischem Lehrgang 
  - Erstes Heft, Unterstufe (erstes bis drittes Schuljahr), Bühl: Konkordia 1911
  - Zweites Heft, Mittelstufe (viertes und fünftes Schuljahr), Bühl: Konkordia 1912 – 9. Aufl. 1932
  - Drittes Heft, Oberstufe (sechstes bis achtes Schuljahr), Bühl: Konkordia 1912
- Heraus aus dem Sumpfe der Revolution. So müssen wir aufbauen, um wieder hochzukommen! Wie es in 10 Jahren bei uns aussehen kann, Naumburg: Tancré 1919
- Die drei kommenden Kriege. Englands Auseinandersetzung mit seinen Brüdern von der Entente. Deutschlands Aufstieg in den kommenden Wirren. Eine militärisch-politische Prophezeiung, Naumburg: Carl August Tancré 1920
- Wenn wir Diplomaten hätten! Die Möglichkeiten, aus der politischen Weltlage für Deutschland Nutzen zu ziehen, Naumburg: Tancré 1920
- Deutschland und England! Ein Fanal. Von einem deutschen Beamten, Naumburg: Carl August Tancré Verlag, 1921
- Bismarck der Zweite. Der Roman der deutschen Zukunft, München: Heimatland 1921
- Der Tag des Gerichts! Eine Prophezeiung über Frankreich auf Grund tausendjähriger Geschichte, zugleich ein Trostbuch für Deutschland. Der deutschen Jugend und dem deutschen Volke gewidmet, Naumburg: Tancré 1921
- Ich und die Schule, Mannheim: Selbstverlag 1924